# الحظيرة الوطنية بلزمة
تقع الحظيرة الوطنية بلزمة (بالإنجليزية:Belzma National Park) في ولاية باتنة على مساحة 26250 هكتار وتعتبر من أهم عشر حدائق وطنية في الجزائر. تم إنشاؤها في 13 نوفمبر عام 1984م وتضم 395 نوعاً من الحيوانات المختلفة منها 18 نوعا من الثديات و111 نوعا من الطيور 40 نوعا منها محميا و19 نوعا من الزواحف إضافة إلى خمسة أنواع من البرمائيات و241 نوعا من اللافقريات إلى جانب نوعين فقط من الأسماك بعضها كان معرضا للانقراض خلال السنوات التي سبقت إنشاء الحظيرة خاصة منها نوعا النسور «المصري» و«الأكلف» إلى جانب العقاب الملكي. كما تعرف بغناها بغطاء نباتي متنوع حيث تم إحصاء 510 أنواع من النباتات منها 11 محمية خاصة بأشجار الأرز الأطلسي والصنوبر الحلبي.

## تقديم الحديقة
- أنشأت الحظيرة الوطنية بلزمة بموجب المرسوم الرئاسي رقم 326/84 المؤرخ في 03 نوفمبر 1984. تقع الحظيرة في المنطقة الشرقية للتراب الوطني، وهي بذلك تنتمي إلى الكتلة الاوراسية، حيث تحتوي على حوالي أربع أو خمس جبال: جبل تيشوا، توقرت، كسرومعجال.
- تتربع الحظيرة على مساحة قدرها 26250 هكتار، حيث تبعد عن ولاية باتنة بحوالي 05 كلم.تحدها من الشمال ولاية قسنطينة، ومن الشمال الغربي ولاية سطيف، ومن الجنوب ولاية بسكرة، ومن الشرق ولاية خنشلة.

## تضاريس السطح
جبال بلزمة تتكون على العموم من الصخور الرسوبية الكريتاسية والكلسية، وهذا راجع إلى العصر الجوراسي الأسفل وهذا على النحو الأتي:
• أول سلسلة من القمم: منها بومرزوق، إذ تتكون تضاريسها من الصخور المارينية، بالإضافة إلى توقرت المارينية الكلسية.
• ثاني سلسلة من القمم: بورجم وشلالة وهي جبال ذات صخور الكلس، وبالتالي فان أعلى قمة يتراوح علوها حوالي 2000م أما الانحدار فيقدر بحوالي 25%

## الشبكة الهيدروغرافية
- في الحظيرة الوطنية لبلزمة الشبكة المائية ليست بالشيء المهم، لأنها قليلة، ولكن مع هذا هناك العديد من المنابع التي تغذي هذه الشبكة، حيث يوجد خطين مغذيين ينبعان من جبال بلزمة الشمالية، هذا بالإضافة إلى وجود واديين وهما: كتاني حراتيتا، وبهذا نجد أن الشبكة المائية لا تستفيد منها الحظيرة، لكن في المقابل نجد أن الاستفادة تكون من طرف السكان المتمركزون بالحظيرة.

## النباتات
لقد أظهرت الدراسات البيولوجية أن الحظيرة الوطنية لبلزمة تحتوي على طبقات نباتية متنوعة:
- الطبقة الأولى: تتمثل في الصنوبر الحلبي هذا الأخير يغطي مساحة 50 هكتار من إجمال 565.7 هكتار كما تشكل الجبال حوالي 5.47 % من مساحة الحظيرة. وفي الجهة الشمالية من هذه الطبقة يظهر جبل كسورو. هذه الطبقة تبدأ في الظهور على ارتفاع 800 م وقد تصل إلى 1300 م.
- الطبقة الثانية: وهي تمثل الحزام الأخضر حيث تحتل مساحة 283.44 هكتار أي بنسبة 3.06% من مساحة الحظيرة، وتبدأ في الظهور من ارتفاع 1250 م إلى 1700 م.
- الطبقة الثالثة: وهي تمثل الارزيات حيث تحتل مساحة 2466 هكتار أي بمعدل 26.66 % وتبدأ في الظهور من ارتفاع 1400 م إلى 2000 م.

و من خلال الدراسات المختلفة فهناك اختلاف في التفسير لهذا التطابق النباتي ويرجع العالم إمبرغر إن التنوع النباتي يرجع إلى التنوع، أما العالم أوزيندا فيرجع هذا التطابق إلى التنوع الإيكولوجي والارتفاع، وتلعب العديد من العناصر دور مهما في التنوع المناخي مثل المواجهة، طبيعة السطح، طبوغرافيا المنطقة، القرب من المسطحات المائية.
و بصفة عامة نجد أن هناك 447 صنف، 18 منها محمية و14 منها نادرة و21 نوع نادر. وما يميز الحظيرة في الارزيات حوالي 5679.3 هكتار أي ما يعادل 21.6 % من نبات الحظيرة.

## الحيوانات
- تحتوي الحظيرة الوطنية لبلزمة على حوالي 1/5 من الأنواع المحمية منها 17 نوع من الثدييات من بينها 05 أنواع محمية (بج، الخنازير، الضباع المخططة، القط المخطط).

أضف إلى هذا 106 نوع من الطيور 35 منها محمي من خلال القانون الجزائري، 177 نوع من الحشرات، 13 منها محمية، و09 أنواع من البرمائيات والزواحف مثل الحرباء والسلحفاة اليونانية.

## المواقع الأثرية ومناظر الطبيعية

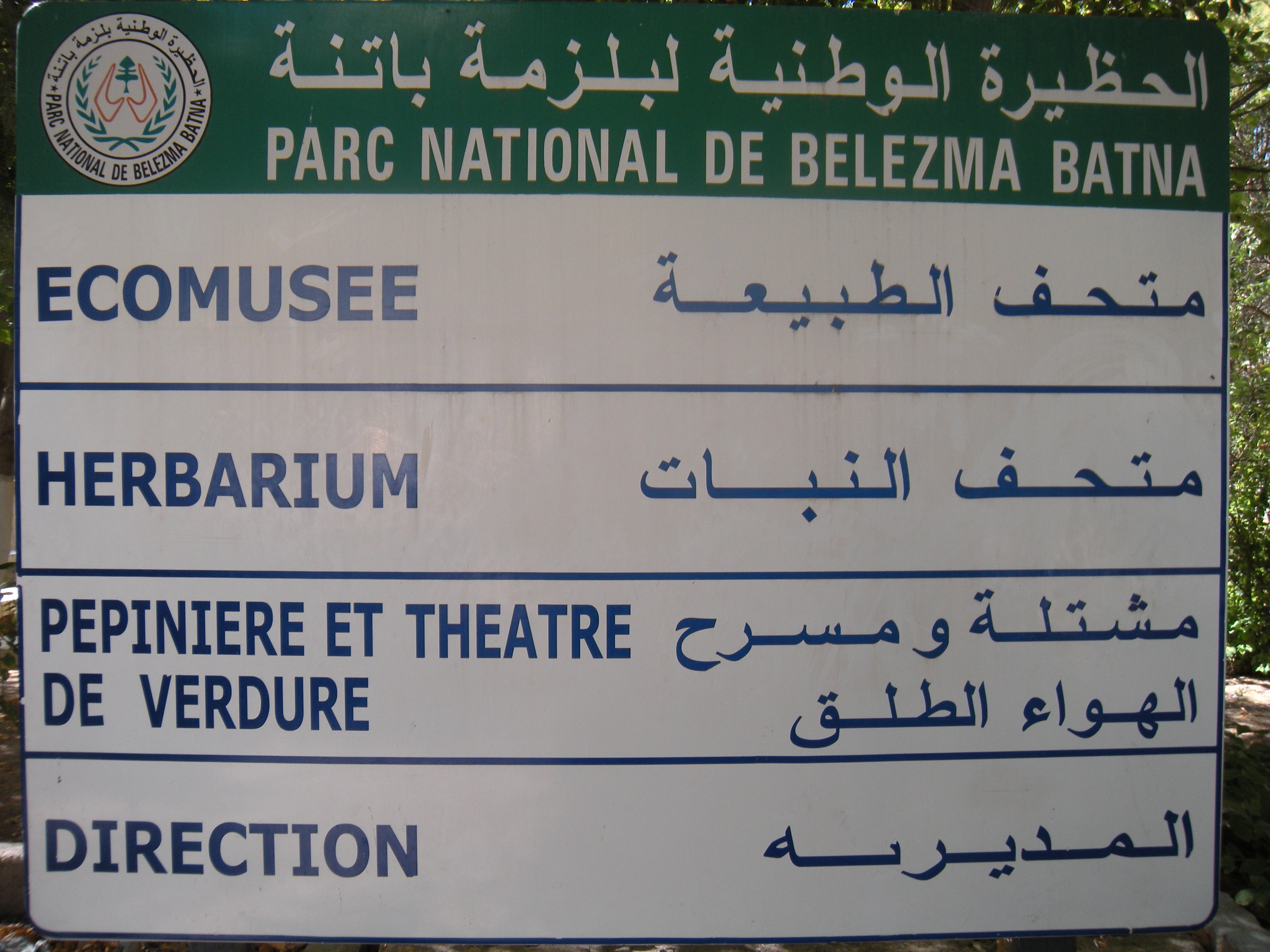
لوحة التوجيه إلى ملحقات الحظيرة الوطنية بلزمة في باتنة

- جبل بورجم وشلعلعة: تكثر فيه كل أنواع أشجار الأرز، بحيث تتعدى ارتفاعها 33 م وعرضها الواحد متر. أشجار البلوط الأخضر الذي يتعدى ارتفاعها 27 م حيث نجد أن الارزيات التي يزيد عمرها عن 300 سنة وتغطي مساحة 30 هكتار.
- منطقة الرحاوات: هي منطقة جميلة توجد فيها أشجار التفاح والجوز العملاقة إلى جانب ينابيع تيتاوين بشلالاتها.
- ثنية الغونطاس: توجد فيها قمة تيشو (2138 م)

كما توجد في الحظيرة مواقع معروفة من بينها مغارات جبل تيثاو، ضريح الأمراء النوميديين ويرجع إلى أكثر من 200 سنة قبل الميلاد.زيادة على مهامها التقليدية المتمثلة في الحماية، التحسين والترفيه.